# Roulettekessel

Roulettekessel für französisches Roulette

Der zumeist hölzerne Roulettekessel besteht aus 37 geeichten, gleich großen Kammern, in die die – früher aus Elfenbein, heute meist aus Plastik – beim Roulette geworfene Kugel nach dem Abwurf hinein fällt.
Durch den Schwung des Abwurfs kreist die Kugel unter dem oberen Rand. Nachdem die Geschwindigkeit nicht mehr ausreicht, die Kugel an den Rand zu drücken, bewegt diese sich auf einer stetig enger werdenden Spiralbahn in Richtung des sich entgegen der Kugelbewegung drehenden Tellers.
Zwischen oberem Rand und Teller befinden sich acht bis zehn rautenförmige Metallblöckchen (Rhomben), die die Kugel unvorhersehbar ablenken, bevor sie in eins der Zahlenfächer fällt.
Die Anordnung der Zahlen innerhalb des Roulettekessels ist genormt und auf die Berechnungen des französischen Mathematikers Blaise Pascal zurückzuführen.
Die Anordnung der Zahlen ist wie folgt (im Uhrzeigersinn): 0, 32, 15, 19, 4, 21, 2, 25, 17, 34, 6, 27, 13, 36, 11, 30, 8, 23, 10, 5, 24, 16, 33, 1, 20, 14, 31, 9, 22, 18, 29, 7, 28, 12, 35, 3, 26